# 杨蕴玉
杨蕴玉（1919年—2022年8月3日），河南省南陽市邓州人，中华人民共和国政治人物。

## 生平
生于河南省南陽市邓州构林镇。1937年，杨蕴玉加入山西省牺牲救国同盟会，历任晋东南牺盟会锄奸部长，中共山西省和顺县、昔阳县、左权县县委委员和县委书记等职位。中华人民共和国成立后，担任中华全国民主妇女联合会职位，为派驻国际民主妇联书记处书记等。1975年，她升任联合国教科文组织中国委员会秘书长、中华人民共和国教育部副部长等职位。